# 布施茂
布施 茂（ふせ しげる、1960年 - ）は、日本の建築家。
武蔵野美術大学造形学部建築学科教授。

## 略歴
- 1960年 千葉県千葉市生まれ
- 1979年 千葉県立千葉東高等学校卒業
- 1984年 武蔵野美術大学造形学部建築学科卒業
- 1984年 東京工業大学坂本一成研究室研究生
- 1985年 第一工房
- 1995年 第一工房設計部長
- 2003年 fuse-atelier設立
- 2004年 武蔵野美術大学助教授
- 2006年 武蔵野美術大学教授
- 2023年 武蔵野美術大学理事・評議員・学長補佐
- 2024年 武蔵野美術大学キャンパス設計室室長・特命学長補佐（キャンパス計画）

## 代表作品
- 1985年　長嶋歯科医院(第一工房)
- 1986年　つくば市立二の宮公民館(第一工房)
- 1987年　上尾郵便局(第一工房)
- 1988年　横浜博横浜館ゲストルーム(第一工房)
- 1989年　実践女子短期大学図書館(第一工房)
- 1991年　東京都立大学体育館(第一工房）：第33回BCS賞
- 1991年　東京都立大学図書館(第一工房）：第33回BCS賞
- 1991年　東京都立大学国際交流センター(第一工房)：第33回BCS賞
- 1993年　オランダ大使館青葉台ハウス(第一工房)
- 1994年　全労済情報センター(第一工房)
- 1999年　資源環境技術研究所(第一工房)
- 1998年　幕張西の家
- 2000年　群馬県立館林美術館(第一工房)：第17回村野藤吾賞・第43回BCS賞
- 2001年　House in MINAMI-AOYAMA
- 2002年　House in HANASAKI
- 2004年　House in SEKIHARA
- 2004年　House in NATSUMI
- 2004年　House in YAKUENDAI
- 2004年　House in KAMIYAMACHO
- 2005年　House in NISHIOGI-KITA
- 2005年　House in NAKAMACHI
- 2005年　House in ASAHI
- 2005年　House in HASAMA
- 2006年　House in MYODEN
- 2006年　House in MIZUE
- 2007年　House in MIDORIGAOKA
- 2007年　House in HIRATA
- 2008年　House in HIRATSUKA
- 2008年　House in TAKAHAMA
- 2009年　House in TATEYAMA
- 2010年　House in SUEDA
- 2010年　House in KAIJIN
- 2010年　House in HEKIDA
- 2011年　trattoria 29
- 2011年　House in ABIKO
- 2013年　House in TSUTSUMINO
- 2014年　House in TSUDANUMA
- 2017年　House in KANNOU
- 2018年　House in JYOUSUI-SHINMACHI
- 2020年　武蔵野美術大学7・８号館EV棟＋工房
- 2022年　VENTINOVE

## 受賞
- 1984年　武蔵野美術大学卒業制作金賞
- 1985年　新建築住宅設計競技2001年の様式3rd10
- 1987年　MCH住宅設計競技入選
- 1999年　第12回千葉市優秀建築賞（House in MAKUHARI-NISHI）
- 2006年　JIA優秀建築選2006（House in KAMIYAMACHO）
- 2007年　JIA優秀建築選2007（House in MIZUE・House in MYODEN）
- 2008年　第21回千葉市優秀建築賞（House in TAKAHAMA）
- 2008年　JIA優秀建築選2008（House in HIRATA）
- 2009年　JIA優秀建築選2009（House in HIRATSUKA）
- 2010年　共愛学園前橋国際大学4号館プロポーザルコンペ佳作
- 2010年　日事連建築賞（小規模建築部門）優秀賞（House in TATEYAMA）
- 2010年　建築家フォーラムアワード・奨励賞（House in TATEYAMA）
- 2011年　日事連建築賞（小規模建築部門）奨励賞（House in TAKAKHAMA）
- 2011年　日本建築学会「作品選集2012」（House in TAKAKHAMA）
- 2012年　日事連建築賞（小規模建築部門）奨励賞（House in ABIKO）
- 2012年　日本建築学会「作品選集2013」（House in HEKIDA）
- 2012年　日本建築学会「作品選集2013」（House in ABIKO）
- 2012年　JIA優秀建築選2012（House in ABIKO）
- 2013年　日本建築学会「作品選集2014」（House in KAIJIN）
- 2014年　JIA優秀建築選2014（House in TSUTSUMINO）
- 2015年　日本建築学会「作品選集2015」（House in TSUTSUMINO）
- 2015年　第21回 (平成26年度)千葉県建築文化賞（House in TSUTSUMINO）
- 2015年　日事連建築賞（小規模建築部門）優秀賞（House in TSUTSUMINO）
- 2016年　JIA優秀建築選2015（House in TSUDANUMA）
- 2020年　JIA優秀建築選2019（House in KANNOU）
- 2020年　日本建築学会「作品選集2020」（House in JYOUSUI-SHINMACHI）
- 2025年　JIA優秀建築選2025（VENTINOVE）

## 展覧会
- 2008年　GA HOUSES PROJECT 2008展
- 2009年　武蔵野美術大学80周年記念展ドローイング—思考する手のちから—
- 2010年　建築家フォーラムアワード・作品展／House in TATEYAMA
- 2012年　GA HOUSES PROJECT 2012展／House in TSUTSUMINO
- 2013年　GA HOUSES PROJECT 2013展／House in TSUDANUMA
- 2014年　GA HOUSES PROJECT 2014展／House in OGAWA
- 2015年　GA HOUSES PROJECT 2015展／House in KANNOU
- 2016年　GA HOUSES PROJECT 2016展／House in KANNOUⅡ
- 2017年　GA HOUSES PROJECT 2017展／House in JYOUSUI-SHINMACHI
- 2018年　GA HOUSES PROJECT 2018展／House in HITACHINAKA
- 2019年　GA HOUSES PROJECT 2019展／House in MAKUHARI-NISHI ANNEX
- 2020年　GA HOUSES PROJECT 2020展／House in HIGASHIYAMA
- 2021年　GA HOUSES PROJECT 2021展／House in VENTINOVE
- 2022年　GA HOUSES PROJECT 2022展／House in DOUJYO-KITA
- 2023年　GA HOUSES PROJECT 2023展／House in MUSASHINO
- 2024年　GA HOUSES PROJECT 2024展／House in KODAIRA
- 2025年　GA HOUSES PROJECT 2025展／House in TAKAOKA

## 著書
- 『布施茂建築作品設計図面集』武蔵野美術大学出版局、2023年

## 布施スタジオ出身の建築家
- 山村尚子（一級建築士事務所すずき）
- 鈴木政博 - せんだいデザインリーグファイナリスト